# 한국문화산업교류재단
한국문화산업교류재단은 아시아 각 국가들과의 각종 대중문화산업 교류사업을 통하여 한국 대중문화에 대한 국제사회의 올바른 인식과 이해 도모
각 국가들과 상호주의적 교류 창구로서의 역할을 수행함으로써 한국 대중문화 콘텐츠의 수출 확대 기반을 조성하기 위하여 2003년 6월 4일 설립된 문화체육관광부 소관의 재단법인이다. 사무실은 서울특별시 마포구 성암로 330, 107호 (상암동, DMC첨단산업센터)에 있다.

## 주요 업무
- 중국 및 아시아 각 국가들 해당 기관 및 단체와의 네트워크 구성, 문화산업 교류협력 사업 추진
- 국내 대중문화 해외진출 지원협력 사업
- 해외 문화산업계와의 교류증진 및 국내 문화 상품 수출확대를 위한 전시회, 공연 등 각종 이벤트 사업
- 각종 대중문화산업관련 조사, 연구 및 출판사업
- 아시아 각 국간 정기적인 세미나 및 토론회 개최사업
- 아시아 각 국가들간 신용인증제도 도입방안 연구 및 적용사업